# 信子 (映画)
『信子』（のぶこ）は、1940年4月9日に公開された清水宏監督の日本映画。

## 概要
雑誌『主婦の友』で連載された獅子文六の小説『信子』の映画化である。この原作は製作・配給を担当した松竹の宣伝によれば「女性版『坊っちゃん』とも言われる」と謳われている。

## あらすじ
小宮山信子（高峰三枝子）は新任の女学校教師として九州から上京した。信子は上京後、芸者の置屋を経営する親戚、お佳（飯田蝶子）の所に下宿していた。
校長は信子に体育の授業をし、地方の強い訛りを直すように忠告する。信子は訛りで生徒たちに嘲笑され、教師としての始まりは複雑だった。その後、体育教師として女学校で授業を進めていたものの、芸者見習いのチァー子（三谷幸子）が信子に弁当を届けに来たことがきっかけになって芸者置屋に下宿していることを女学校に知られ、置屋を出て舎監として女子寮に住み込むこととなった。
信子以外の女性教師たちは女学校の有力者細川夫人（吉川満子）とその娘穎子（三浦光子）に振り回されていたが、信子は穎子に対し他の教師のように親の威光を恐れて依怙贔屓することなく向かい合った。そして、穎子以外の女生徒たちは女子寮で共同生活する寮監の信子を慕うようになり、また信子の手を焼かせる穎子に対し反感を示すようになったが、穎子はその輪に入れず孤立した。
孤立した穎子はガス自殺を図るものの、達成することなく救出された。女学校は不祥事として信子1人に責任を取らせようとするが、助かった穎子の父、細川源十郎（奈良真養）は娘穎子に真剣に向かい合った教師信子に感謝を示した。

## スタッフ
- 監督 - 清水宏[3]
- 製作 - 大辻梧郎[2]
- 原作 - 獅子文六[3] 小説『信子』
- 脚本 - 長瀬喜伴 [2]
- 撮影 - 厚田雄春[3]
- 美術 - 江坂実[2]
- 録音 - 森武憲[2]
- 編集 - 浜村義康[2]
- 現像 - 佐々木太郎、宮城島文一
- 音楽 - 伊藤宣二[3]
  - 主題歌1 - コロムビアレコード「信子の歌」
    - 作詞：西条八十[2]、作曲：伊藤宣二[2]、唄：高峰三枝子[2]、渡辺はま子[2]

  - 主題歌2 - コロムビアレコード「乙女の歌」[2]
    - 作詞：西条八十[2]、作曲：古関裕而[2]、唄：松原操[2]

## キャスト
- 高峰三枝子 - 小宮山信子[1][2]
- 三浦光子 - 細川頼子[1]／細川穎子[5][注釈 3]
- 岡村文子 - 関口校長[1][2]
- 森川まさみ - 保坂教頭[1][2]
- 高松栄子 - 吉岡先生[4]
- 大塚君代 - 岩崎先生[4]
- 松原操 - 松原先生[4]
- 忍節子 - 手塚先生[4]
- 出雲八重子 - 梅沢先生[4]
- 雲井ツル子 - 秋山先生[4]
- 奈良真養 - 細川源十郎[4]
- 吉川満子 - 細川夫人[1][2]
- 飯田蝶子 - お佳さん[1][5]
- 三谷幸子 - チァー子さん[4]
- 春日英子 - 児玉初枝[1][4]
- なぎさ陽子 - 近藤ミチ子[4]
- 日守新一 - 泥棒[4]

## DVD
- 清水宏（日本語）『あの頃映画 信子』（DVD）（ブックレット）松竹、2013年5月29日。EAN 4988105066564。